# Cristiana Capotondi

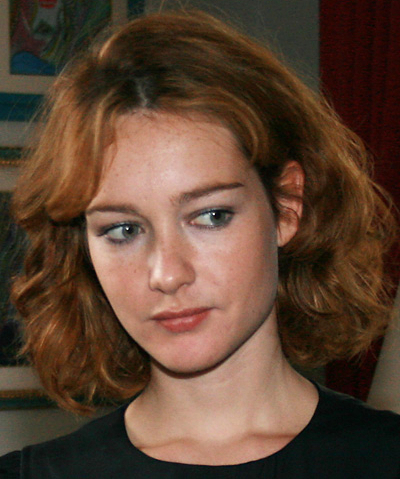
Cristiana Capotondi (2007)

Cristiana Capotondi (* 13. September 1980 in Rom) ist eine italienische Schauspielerin.

## Leben
Capotondi entstammt einer italienischen Familie jüdischer Abstammung. Bereits im Alter von 13 Jahren stand sie 1993 in der Fernsehserie Amico mio, die im Sender Rai Uno ausgestrahlt wurde, erstmals vor der Kamera. Ihr Debüt in einem Kinofilm gab sie zwei Jahre später in Vacanze di Natale '95. In den folgenden zehn Jahren wirkte Capotondi überwiegend in Fernsehproduktionen wie der Serie Orgoglio mit. In dieser Zeit belegte sie ein Studium der Kommunikationswissenschaft an der Sapienza-Universität von Rom, das sie im Juli 2005 mit Auszeichnung (110/110 e lode) abschloss. Politisch engagierte sie sich für die linksgerichtete Partito Democratico. Im deutschen Sprachraum wurde Capotondi 2009 durch die Hauptrolle der Kaiserin Elisabeth von Österreich-Ungarn in dem Zweiteiler Sisi, der von ZDF und ORF erstausgestrahlt wurde, einem breiteren Publikum bekannt.
2011 wurde sie bei den 68. Internationalen Filmfestspielen von Venedig als Jurymitglied der Festivalsektion Controcampo Italiano berufen.

## Filmografie (Auswahl)

### Kinofilme
- 1995: Vacanze di Natale ’95
- 1999: Il cielo in una stanza
- 2004: Forse sì...forse no...
- 2004: Christmas in Love
- 2006: Notte prima degli esami
- 2007: Come tu mi vuoi
- 2009: Ex
- 2010: Dalla vita in poi
- 2010: La Passione
- 2011: La kryptonite nella borsa
- 2013: Die Mafia mordet nur im Sommer (La mafia uccide solo d'estate)
- 2013: Amiche da morire
- 2014: Amori elemantari
- 2014: Un ragazzo d'oro
- 2014: Soap Opera
- 2016: Tommaso
- 2016: La notte è piccola per noi
- 2016: 7 minuti
- 2017: Metti una notte
- 2018: Renata Fonte
- 2018: Nome di donna
- 2019: Attenti al gorilla
- 2024: Succede anche nelle migliori famiglie

### Fernsehfilme und Fernsehserien
- 1993: Die Kinderklinik (Amico mio) (Miniserie)
- 1994: Italian Restaurant (Miniserie)
- 1998: Un nero per casa (Film)
- 1998: S.P.Q.R. (Serie)
- 2000: Piovuto dal cielo (Film)
- 2001: Campagni di scuola (Serie)
- 2001: Angelo il custode (Miniserie)
- 2002: Casanova – Ich liebe alle Frauen (Il giovane Casanova) (Film)
- 2004: Part Time (Film)
- 2004: Virginia, la monaca di Monza (Film)
- 2004–06: Orgoglio (Serie)
- 2006: Joe Petrosino (Miniserie)
- 2008: Rebecca, la prima moglie (Miniserie)
- 2009: Sisi (Sissi) (Zweiteiler)
- 2011: L’infiltré (Film)
- 2012: Barabbas (Film)
- 2012: L’olimpiade nascosta (Film)
- 2012: Merlin (Serie)
- 2014: Un marito di troppo (Film)
- 2015: Una casa nel cuore (Film)
- 2016: Io ci sono (Film)
- 2017: Di padre in figlia (Miniserie)
- 2019: Ognuno è Perfetto (Serie)
- 2020: Bella da morire (Serie)
- 2021: Chiara Lubich – L’amore vince tutto
- 2022: Die ahnungslosen Engel (Le Fate Ignoranti) (Serie)
- 2024: Margherita delle stelle (Film)